# Українська сюїта у формі старовинних танців

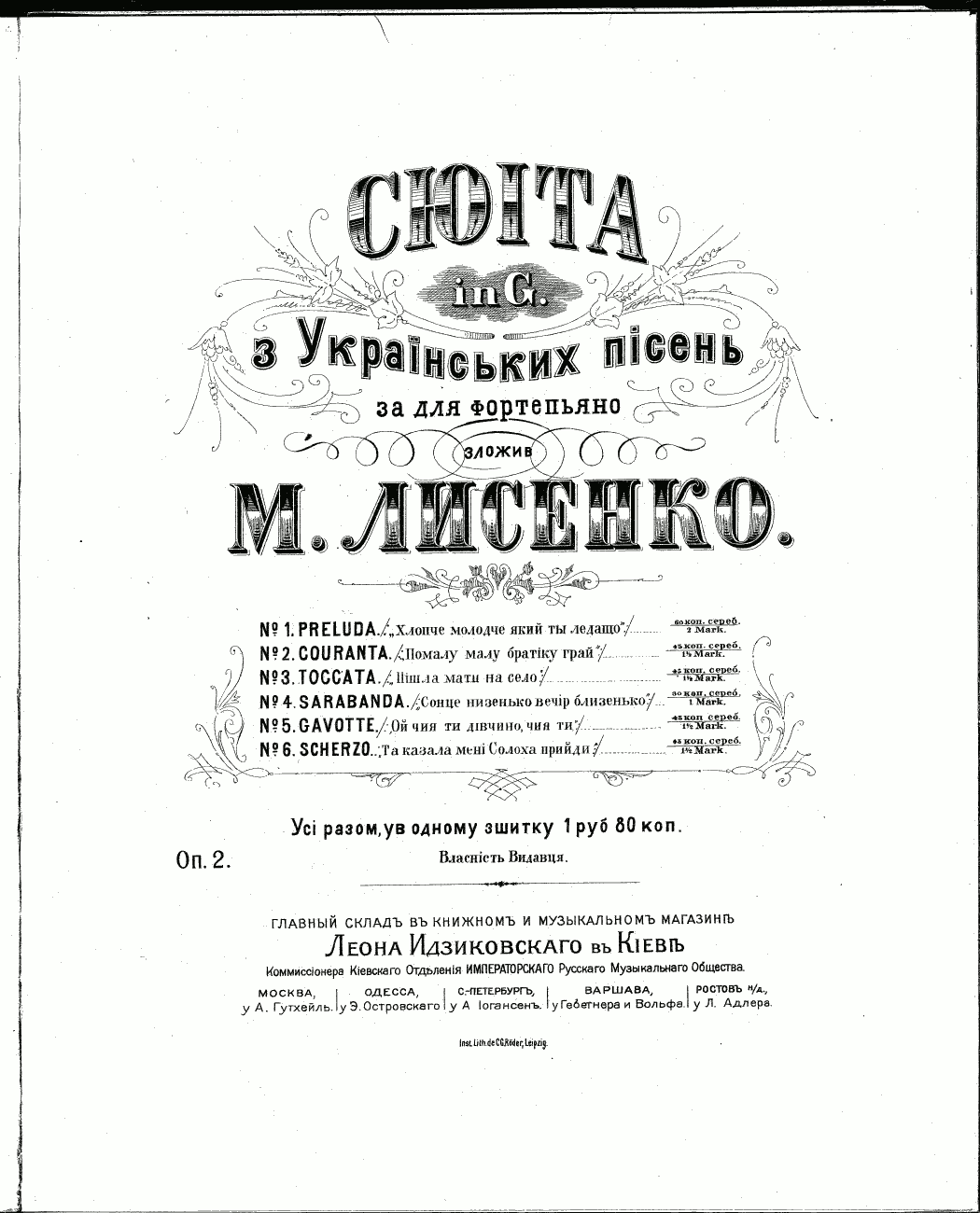
Титульний листок сюїти

Українська сюїта у формі старовинних танців на основі народних пісень op. 2 — фортепіанний твір Миколи Лисенка, написаний між 1867–1869 роками. В «Українській сюїті» Лисенко, як і в багатьох інших своїх творах, використовує мелодії народних пісень як початкове інтонаційне зерно, яке він розробляє на ґрунті канонів професійної європейської музичної мови. Разом із тим, сюїта виділяється з-поміж інших творів Лисенка, зокрема, тим, що деякі дослідники вважають її раннім зразком неокласицизму в музиці.

## Будова циклу
«Українська сюїта» складається з шести частин, кожна з яких написана на мелодію народної пісні (винятком тут є лише Сарабанда, у якій використано пісню-романс «Сонце низенько»). Композитор будує цикл за принципом чергування нетанцювальних і танцювальних, мажорних та мінорних розділів (мінор — мінор — мажор — мінор — мінор — мажор), а також на темповому контрасті (Andante poco sostenuto — Andantino — Allegro giojoso — Moderato — Allegretto — Allegro vivace).
Деякі з використаних пісень Лисенко включає й в інші свої твори, зокрема до «Збірника народних пісень для хору» потрапляють «Ой чия ти дівчино, чия ти», «Пішла мати за село» і «Та казала мені Солоха». Тему пісні «Хлопче-молодче, яке ж ти ледащо» (Прелюдія) Лисенко включає також до своєї «Фантазії на дві українські народні теми» для скрипки (або флейти) з фортепіано, й окрім цього ця пісня лежить в основі однієї з арій Петра в третій дії Лисенкової опери «Наталка Полтавка».
Про характер використання Лисенком народних мелодій у сюїті Олександр Козаренко пише: 
|  | «Це вже не обробки — це оригінальна творчість за обраною жанрово-стильовою моделлю, коли традиційні фактурні формули, поліфонічні прийоми (лескичні "кліше" музичної мови бароко) раптом "заіскрилися" новим змістом, набули свіжости, виразности, живости (зрештою, актуальности). [...] Це був крок уперед у розвитку музичної мови Лисенка, оскільки було подолано роздвоєність музичної свідомости композитора між національним фольклорним та професійним — професійне наблизилось, ожило через наповнення його національним». |

### Прелюдія («Хлопче — молодче, який ти ледащо»)
Відкриває сюїту прелюдія, в якій лірична тема народної пісні проходить в середньому регістрі фортепіано, а в той час її постійно оспівують хвилеподібні віртуозні арпеджіо, що перебирають на себе основний рушій драматургічного розвитку в цій частині твору. Попри вказаний темп Andante poco sostenuto, прелюдія творить динамічний та драматичний образ.

### Куранта («Помалу-малу, братику, грай»)
Для цієї частини характерне індивідуальне, вільне трактування фольклорного матеріалу, який під впливом жанру куранти трансформується й розчиняється в авторському матеріалі, й повертається лише в репризі. Тут простежується також тяжіння до поліфонічного типу мислення, що зближує Лисенка з бароковими музичними моделями та свідчить на користь твердження про неокласичність його сюїти.

### Токата («Пішла мати на село»)
До цієї частини твору Лисенко залишив у нотах примітку: «Невеличний утвір за для фортепъяно, посо́бний до спірного, метко́го розви́ття пальців».
В основі Токати — жвава пісня-танець «Гречаники»; тональність змінюється на мажорну. Ствердний, рішучий характер виконання диктують вказівки на кшталт sempre forte, marcato, risoluto, хоч не обходиться й без mezzo piano, а то й piano. Не оминає поліфонічних прийомів Лисенко і в цій частині сюїти: тут простежується імітаційність.

### Сарабанда («Сонце низенько, вечір близенько»)
Примітка Лисенка в нотах: «Стари́й Шпанський танець, мірний, трохи пова́жний».
Ця частина бере за основу не суто народну мелодію, а пісню-романс. Повертається мінорна тональність. Сарабанда має скорботний характер, і при тім Лисенко не дозволяє собі тут надмірного ліризму — мелодична лінія зберігає розповідний, виважений характер, а форма — логічну розміреність.

### Гавот («Ой чия ти дівчино, чия ти?»)
В цій частині переважає журливий, драматичний настрій, якому, проте, протиставляється дещо радісніший, безтурботний середній епізод (що проходить у мажорі). Тут має місце активна варіаційна та імітаційна робота з темою, що подекуди її суттєво трансформує, що свідчить про артистичний підхід Лисенка до роботи з фольклором.

### Скерцо («Та казала мені Солоха»)
Примітка Лисенка: «Scherzo — жарт. Пъєса жвава, легенька, грається швидко».
Закриває сюїту мажорне Скерцо, в якому Лисенко інтерпретує народну пісню жартівливо-грайливого характеру. Лисенкова робота з народною темою й тут індивідуальна, сповнена уваги до деталей. Скерцо утверджує радісний завершальний характер сюїти.

## Риси неокласицизму в Українській сюїті
Сама назва твору свідчить про звернення композитора до стилістики попередніх епох, що й підтверджується при аналізі твору. Лисенко використовує старовинні танці (Куранта, Токата, Сарабанда, Гавот), будує цикл за принципом однієї основної тональності, використовує поліфонічні прийоми та варіаціану тематичну роботу. Усе це підтверджує наявність неокласицистичних тенденцій в цьому творі.